# Маргаритовка (село)
Маргари́товка — село в Мазановском районе Амурской области России. Административный центр и единственный населённый пункт Маргаритовского сельсовета.

## География
Село Маргаритовка стоит в 3 км от левого берега реки Бирма (левый приток Зеи).
Расположено к югу от районного центра Мазановского района села Новокиевский Увал.
Расстояние до села Новокиевский Увал (через Паутовку, Каничи, Дмитриевку, Бичуру, Сапроново, Христиновку и Юбилейное) — 68 км.

## История
Во время Гражданской войны село было одной из баз амурских красных партизан. При попытке японской карательной экспедиции в Маргаритовку объединённые отряды партизан (до 900 человек) дали бой японскому усиленному батальону (до 500 человек) 5 октября 1919 года, отразили несколько атак. После упорного сражения японцы вынуждены были отказаться от экспедиции и отойти. Этот бой известен в истории как «Гошский бой». По собственному признанию, японцы потеряли в этом бою 42 убитых (в том числе 3 офицера) и 39 раненых.

## Население
| 2002 | 2010 | 2012 | 2013 | 2014 | 2015 | 2016 |
| ---- | ---- | ---- | ---- | ---- | ---- | ---- |
| 420  | ↘373 | ↘368 | ↘354 | ↗355 | ↘351 | ↗356 |
| 2017 | 2018 |      |      |      |      |      |
| ↘343 | ↘329 |      |      |      |      |      |

## Улицы
| - пер. Безымянный, - ул. Брянская, - ул. Зелёная, - ул. Курская, | - ул. Лесная, - ул. Луговая, - ул. Набережная, - ул. Новая, | - ул. Полевая, - пер. Производственный, - ул. Целинная, - ул. Центральная. |